# Toplærke
Toplærke (Galerida cristata) er en fugl i lærkefamilien, der findes udbredt i store dele af Eurasien, Nordafrika og Sahelregionen. Arten er tilpasset tørre, vegetationsfattige områder som stepper, men lever i Nordeuropa som byfugl. I Danmark er arten meget sjælden og har de seneste år kun ynglet i Nordjylland. Den er regnet som kritisk truet på den danske rødliste 2019.

## Beskrivelse
Den 17 cm store toplærke ligner sanglærken, men er lidt større med længere og spidsere næb og tydeligere fjertop på hovedet. Sangen minder lidt om sanglærkens, men er meget langsommere og enklere opbygget. I modsætning til sanglærke og hedelærke er den standfugl i Danmark.

## Udbredelse
Den indvandrede som ynglefugl i Danmark i første halvdel af 1800-tallet, hvor den fandtes på landet om sommeren og i byerne om vinteren. Senere da forholdene ændrede sig i landbruget (med bl.a. mindre brug af heste), blev toplærken i højere grad en byfugl som i midten af 1900-tallet var udbredt i de fleste større danske byer, f.eks. i industri- og havneområder. Siden 2000-tallet er der næsten kun gjort ynglefund i kystbyer i Nordjylland, især Hirtshals. Tilbagegangen er generel for hele Vesteuropa, hvor toplærken helt er forsvundet fra flere lande. Den største bestand findes i Spanien og andre sydeuropæiske lande, hvor arten ikke er i tilbagegang. Den anses globalt derfor ikke som truet.